# Revolta da Noite de São Jorge
A Revolta da Noite de São Jorge (em estoniano: Jüriöö ülestõus, AFI: [ˈjy.ri.øː ˈy.les.tɤus]) foi uma tentativa malsucedida da população nativa estoniana residente no Ducado da Estônia, no Bispado de Ösel-Wiek e nos territórios controlados pelo Estado da Ordem Teutônica para se livrar dos governantes e proprietários dinamarqueses e alemães que conquistaram o país no século XIII durante a Cruzada da Livônia para erradicar a religião cristã não na região. Após o sucesso inicial, a revolta foi derrotada com uma vigorosa ação da Ordem Teutônica.
O resultado acabou sendo o controle da Ordem Teutônica sobre a região, após um pagamento feito pela Ordem Teutônica ao Rei da Dinamarca.
No dia 1º de novembro de 1346, teve início a soberania da Ordem Teutônica sobre a região.

## A Noite de São Jorge

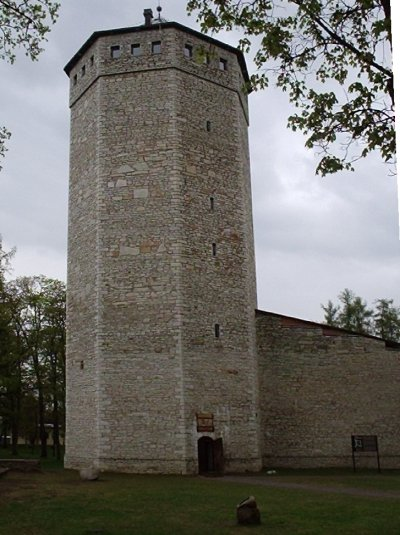
Torre do castelo de Weissenstein, em Paide, onde os "reis" estonianos foram enforcados.

A Estônia foi conquistada pelos cruzados da Dinamarca e Alemanha durante o século XIII. Os novos governantes impuseram impostos e obrigações, e aos poucos foram transformando a população nativa em servos. A opressão tornou-se ainda mais intensa quando os novos mestres construíram mansões por todo o país. A região era também politicamente instável. As regiões setentrionais da Estônia, Harria (Harjumaa) e Virônia, foram entregues à Dinamarca, porém a influência dinamarquesa permaneceu fraca. Os vassalos dinamarqueses eram principalmente camponeses de língua alemã, mas havia também alguns nativos estonianos.
Na Noite de São Jorge (23 de abril) de 1343, os Estonianos, em Harria, iniciaram uma grande revolta. Os revoltosos renunciaram ao Cristianismo e assassinaram sem piedade todos com ascendência alemã (as crônicas relatam em 1 800 o número total de vítimas). Foi principalmente uma revolta de camponeses, mas é provável também a participação de vassalos estonianos. Os revoltosos conquistaram o monastério-fortaleza dos cistercianos, em Padise. As províncias de Wiek (Läänemaa) e Ösel (Saaremaa) juntaram-se aos revoltosos.
Após o sucesso inicial, os estonianos elegeram quatro reis entre si. Os reis, que lideravam o exército rebelde, sitiaram a cidade de Reval (Tallinn), controlada pelos dinamarqueses. Na primeira batalha pelo controle de Tallinn, os estonianos venceram os cavaleiros. No entanto, os líderes da rebelião temiam que, uma vez que os alemães e dinamarqueses se recuperassem do choque inicial, os rebeldes não seriam capazes de resistir a um ataque combinado de seus inimigos.
Nesse contexto, enviaram uma delegação para se encontrar com as autoridades suecas de Åbo (Turku) e Viburgo para tentar estabelecer uma aliança. Os delegados disseram que o exército rebelde havia sitiado Reval, mas que estava disposto a entregar a cidade dinamarquesa ao Rei da Suécia, que, na época, era Magno IV, se os suecos enviassem ajuda. As autoridades suecas prometeram formar um exército e navegar para a Estônia.
Logo após o massacre, sobreviventes aterrorizados começaram a chegar ao castelo de Weissenstein (Paide). Diante dessa situação, o administrador do castelo enviou uma carta a Burchard von Dreileben, mestre da Ordem da Livônia, informando-o sobre a situação. Após receber a carta, Burchard enviou um representante aos estonianos que pediu que esses enviassem uma delegação a Paide para explicar as razões por que haviam renunciou ao cristianismo e matado tantos alemães. Burchard também mandou dizer que buscaria reparar os erros do passado e estabelecer boas relações com os estonianos.
Nesse contexto, foi estabelecida uma trégua e os estonianos enviaram seus quatro reis a Paide, acompanhados por três escudeiros e permitiram que o bispo de Talin e muitos integrantes de alto escalão da Ordem da Livônia cruzassem o território controlado pelos rebeldes para participar das negociações. Além disso.
Mesmo após o início da trégua, os cavaleiros da Ordem atacaram um acampamento de 500 estonianos em Ravila.
No dia 4 de maio, os dois lados se reuniram para conversar. O Mestre da Livônia serviu pessoalmente como porta-voz do lado alemão na conferência. Os reis da Estônia se ofereceram para se tornar vassalos da Ordem da Livônia, desde que não tivessem senhores sobre eles. O mestre exigiu saber por que eles mataram tantas pessoas, incluindo os 28 monges de Padise. A resposta que recebeu foi que qualquer alemão merecia ser morto, mesmo que tivesse apenas sessenta centímetros de altura. O mestre da ordem, Burchard von Dreileben, disse que a resposta era ultrajante, mas declarou que os quatro reis e sua comitiva permaneceriam impunes e poderiam manter sua liberdade pessoal; entretanto, até que o mestre voltasse da campanha contra o exército estoniano, os reis não teriam permissão para deixar o Castelo de Weissenstein. Os quatro reis estonianos ficaram indignados e exigiram o direito de regressar aos seus exércitos para que pudessem enfrentar seu destino em batalha.
Quando a delegação da Estônia foi escoltada até seus aposentos, eles foram repentinamente atacados por seus anfitriões alemães no pátio do castelo. Na luta que se seguiu, os quatro reis e seus escudeiros foram todos massacrados até a morte. A crônica atribui o incidente aos próprios enviados, dizendo que um deles tentou matar o administrador do castelo que havia sido designado para atender às necessidades dos enviados da Estônia.
Por outro lado, alguns historiadores rejeitam essa explicação e dizem que as negociações foram apenas um estratagema para matar os líderes da insurgência, e que a versão oficial do incidente foi uma tentativa bastante inepta de justificar o assassinato de enviados diplomáticos pelos cavaleiros teutônicos.

## Reforço tardio
Em 14 de maio, os revoltosos de Harria foram derrotados pelas tropas da Ordem na Batalha de Kanavere. Os líderes estonianos foram mortos. Quatro dias mais tarde chegaram os aliados dos estonianos, as tropas sueco-finlandesas comandadas por Dan Nilsson, o bailio de Åbo; mas já era muito tarde. Eles foram recebidos pelo comandante da Ordem da Livônia que os convenceram a aceitar um acordo de paz.
O cronista Bartholomäus Hoeneke também conta uma história sobre os Estonianos que planejaram um esquema para entrarem no castelo de Fellin (Viljandi) sem serem vistos, escondendo guerreiros armados dentro de sacos de grãos. O plano falhou quando uma mãe denunciou o esquema para o comandante da Ordem, em troca da vida de seu filho. Esta é certamente uma lenda, mas que tem inspirado muitos escritores.

## A revolta na ilha de Ösel
A rebelião na ilha de Ösel durou dois anos. O "rei" oseliano Vesse foi morto em 1344. Os rebelados em Ösel foram dominados em 1345. Depois da rebelião, a Dinamarca vendeu seu domínio na Estônia para a Ordem Teutônica, em 1346.

## Conseqüências
Escritores estonianos inspirados na Revolta da Noite de São Jorge têm produzido vários romances históricos, tais como "O Vingador" de Eduard Bornhöhe. A União Soviética tentou usar o aniversário da revolta, em 1943, para jogar os estonianos contra os alemães.
A revolta é também um assunto comum de debates entre historiadores estonianos e os literati. Alguns, como Edgar V. Saks e o escritor Uku Masing têm argumentado, com base em documentos contemporâneos, que, ao contrário do que as crônicas relatam, a revolta não foi uma luta contra o Cristianismo, mas apenas contra a Ordem da Livônia e que os crimes cometidos atribuídos a esta "revolta" foram, na realidade, cometidos pela Ordem. Alguns vêem isto como a continuação da luta entre a Ordem e a Santa Sé. Outros consideram tais fatos como tendenciosos e não históricos.